# Janalla Jarnach
Jeanne Hostetter, dite Janalla Jarnach, née le 23 avril 1917 à Steinbrunn-le-Haut et morte le 14 février 2004 à Paris 17e, est une résistante et une bénévole humanitaire française.

## Biographie
Mariée à un pilote d’essai et de chasse, mort au retour d’une mission au début de la Seconde Guerre mondiale, Janalla Jarnach entre au service de la Résistance en janvier 1942 dans le groupe du docteur Paul Denis (réseau Alliance).[réf. nécessaire]
Restauratrice, elle sauve de nombreuses personnes menacées d’arrestation en les cachant et en les nourrissant dans son établissement.[réf. nécessaire]
Amie de la première heure, elle n'a de cesse de soutenir l'acteur Paul Azaïs après son accident en 1943. Ensemble, en mai 1957, ils créent l'association La roue tourne, consacrée à l'aide aux gens du spectacle en difficulté. Elle en assure la présidence durant 47 ans.
Comme elle aimait à le dire, « la roue grince plus qu’elle ne tourne ». Malgré l’ampleur des besoins et la pénurie des ressources, elle ne renonça jamais.[réf. nécessaire]
Elle a également été vice-présidente de l'association « Les artistes du music-hall anciens combattants ».

## Distinctions
- Chevalier de la Légion d'honneur au titre de l'Office national des anciens combattants et victimes de guerre (décret du 31 décembre 1993)[4]
- Officier de l’Ordre international du Bien Public
- Grand Prix Humanitaire de France
- Médaille d’Or du Mérite National.